# Karlín
Karlín (tyska: Karolinenthal) är sedan 1921 en stadsdel i Tjeckiens huvudstad Prag. Sedan 1961 tillhör den stadsdistriktet (městský obvod) Prag 8 och sedan 1990 även den mindre stadsdelskommunen (městská část) med samma namn. Antalet invånare är 11 971.